# Höjden Botelsnäset
Höjden Botelsnäset är ett naturreservat i Krokoms kommun i Jämtlands län.
Området är naturskyddat sedan 2010 och är 247 hektar stort. Reservatet omfattar östra sidan av Höjden på Betelnäset mellan sjöarna Häggsjön och Hotagen och består av barrnaturskog med inslag av lövträd.